# Batolite della Sierra Nevada

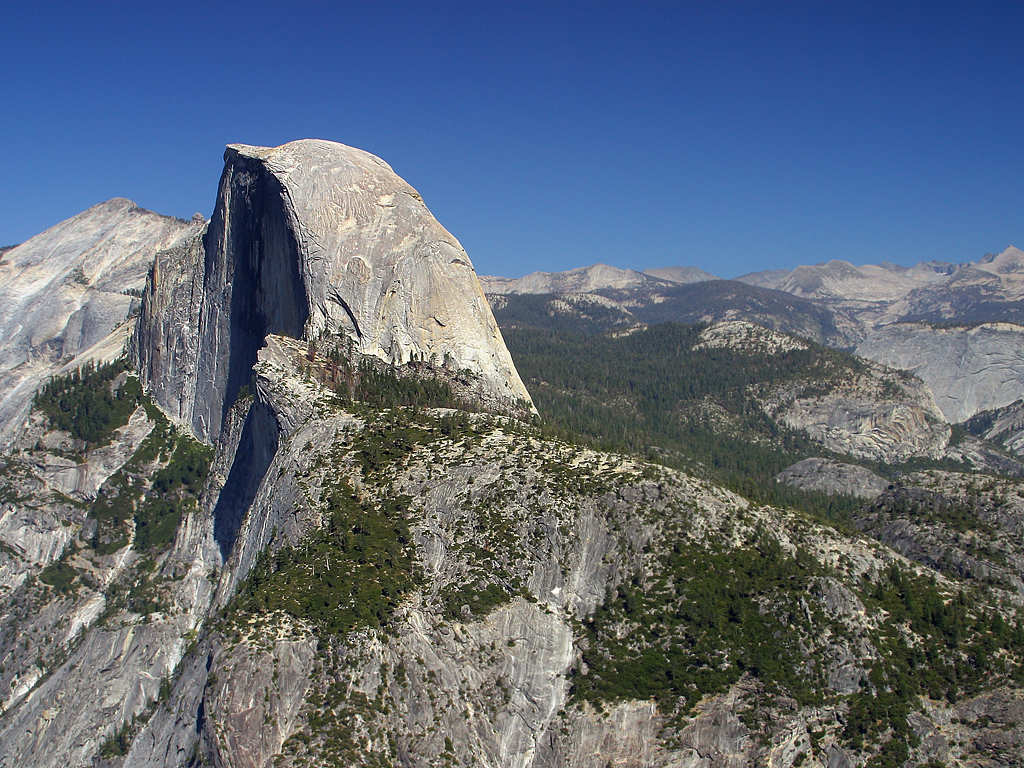
L'Half Dome, nel Parco nazionale di Yosemite, è un classico esempio di duomo granitico che fa parte del batolite della Sierra Nevada.

Il batolite della Sierra Nevada è un esteso batolite che forma il nucleo del gruppo montuoso statunitense della Sierra Nevada, in California, dove è esposto sotto forma di granito.
Il batolite è composto di plutoni, masse individuali di roccia che si sono formate in vari episodi di intrusioni magmatiche avvenute milioni di anni prima che la Sierra cominciasse a sollevarsi. I plutoni estremamente caldi, si mossero come diapiri risalendo attraverso la più densa roccia base e i sedimenti, ma senza raggiungere la superficie. Qualche flusso magmatico isolato riuscì a fuoriuscire in superficie sotto forma di lava in seguito a eruzioni vulcaniche, ma la maggior parte si raffreddò e indurì al di sotto della superficie rimanendo sepolta per milioni di anni.
Gli affioramenti della roccia costituente il batolite ebbero inizio quando le forze tettoniche cominciarono a dar luogo alla formazione della provincia geologica di Basin and Range, inclusa la Sierra Nevada. Dopo l'innalzamento delle catene montuose, le forze dell'erosione iniziarono a disgregare e asportare il materiale che aveva ricoperto per milioni di anni il batolite. Le porzioni esposte divennero gli attuali picchi granitici della Sierra, come Monte Whitney, Half Dome e El Capitan. La maggior parte del batolite rimane tuttavia ancora al di sotto della superficie.

## Origini
Gli studi finora condotti indicano che il batolite della Sierra si formò in seguito al riscaldamento derivante dalla subduzione della placca Farallon al di sotto della placca nordamericana. La natura episodica della formazione dei plutoni non è invece ancora ben compresa. Potrebbe essere collegata agli effetti della messa in posto di alcuni terrane lungo il margine del continente. Il processo si arrestò quando la placca Farallon fu interamente subdotta lungo la linea costiera occidentale della Sierra verso l'oceano Pacifico.